# リュビリーンスコ＝ドミトロフスカヤ線
リュビリーンスコ＝ドミトロフスカヤ線（リュビリーンスコ＝ドミトロフスカヤせん、ロシア語: Любли́нско-Дми́тровская  ли́ния）はモスクワ地下鉄の路線の一つである。1995年にモスクワ地下鉄10号線として開通し、現在はセリゲルスカヤ駅（Селигерская）とジャブリコヴォ駅（Зя́бликово）を結ぶ。総延長距離は38.3km、23の駅がある。

## 駅一覧
- セリゲルスカヤ駅 (Селигерская）
- オクルジュナヤ駅 (Окружная）
- ペトロフスコ・ラズモフスカヤ駅 (Петровско-Разумовская)
- フォンヴィージンスカヤ駅 (Фонвизинская)
- ブッテルスカヤ駅 (Бутырская)
- マリイナ・ロシチャ駅 (Марьина роща)
- ドストエフスカヤ駅 (Достоевская)
- トゥルブナヤ駅 (Трубная)
- スレテンスキー・ブリヴァール駅 (Сретенский бульвар)
- チカロフスカヤ駅 (Чкаловская)
- リムスカヤ駅 (Римская)
- クレスチャンスカヤ・ザスタヴァ駅 (Крестьянская застава)
- ドゥブロフカ駅 (Дубровка)
- コジュホフスカヤ駅 (Кожуховская)
- ペチャトニキ駅 (Печатники)
- ヴォルジュスカヤ駅 (Волжская)
- リュブリノ駅 (Люблино)
- ブラチスラヴスカヤ駅 (Братиславская)
- マリイノ駅 (Марьино)
- ボリソヴォ駅 (Борисово)
- シピロフスカヤ駅 (Шипиловская)
- ジャブリコヴォ駅 (Зябликово)

## 開業年次
| 駅                                                    | 開業年     | 距離    |
| ----------------------------------------------------- | ---------- | ------- |
| チカロフスカヤ駅 - ヴォルジュスカヤ駅                 | 1995-12-28 | 12.1 km |
| ヴォルジュスカヤ駅 - マリイノ駅                       | 1996-12-25 | 5.4 km  |
| ドゥブロフカ駅                                        | 1999-12-11 | N/A     |
| チカロフスカヤ駅 - トゥルブナヤ駅                     | 2007-08-30 | 3.7 km  |
| スレテンスキー・ブリヴァール駅                        | 2007-12-29 | N/A     |
| トゥルブナヤ駅 - マリイナ・ロシチャ駅                 | 2010-06-19 | 3.5 km  |
| マリイノ駅 - ジャブリコヴォ駅                         | 2011-12-02 | 4.5 km  |
| マリイナ・ロシチャ駅 - ペトロフスコ・ラズモフスカヤ駅 | 2016-09-16 | 4.4 km  |
| ペトロフスコ・ラズモフスカヤ駅 - セリゲルスカヤ駅     | 2018-03-22 | 4.9 km  |
| 合計                                                  | 23駅       | 38.3 km |

## 乗換
|   | 接続路線                                   | 乗換駅                           |
| - | ------------------------------------------ | -------------------------------- |
| 1 | ソコーリニチェスカヤ線                     | スレテンスキー・ブリヴァール駅   |
| 2 | ザモスクヴォレーツカヤ線                   | ジャブリコヴォ駅                 |
| 3 | アルバーツコ＝ポクローフスカヤ線           | チカロフスカヤ駅                 |
| 5 | 環状線                                     | チカロフスカヤ駅                 |
| 7 | タガーンスコ＝クラスノプレースネンスカヤ線 | クレスチャンスカヤ・ザスタヴァ駅 |
| 8 | カリーニンスコ＝ソンツェフスカヤ線         | リムスカヤ駅                     |
| 9 | セルプホーフスコ＝チミリャーゼフスカヤ線   | トゥルブナヤ駅                   |